# 中野ツインマークタワー
中野ツインマークタワー（なかのツインマークタワー、英称 Nakano Twin-mark Tower）は、東京都中野区中野にある超高層マンション。

## 概要
丸井旧中野本店跡地の再開発に伴い、土地を2分割し、北側に中野マルイ 、南側に中野ツインマークタワーが建設され、2012年8月に竣工した。  
JR中野駅南口から徒歩2分の場所に位置するタワーは、地下2階・地上29階建ての総戸数234戸。外観デザインにおいては、9階からツインタワーとなるボリューム計画とカーテンウォールの上昇性により、地上29階高さ100mを超えるタワーでありながら、伸びやかさと軽やかさを表し、威圧感のない象徴的なものとしている。
内部計画では、1層分のレベル差がある敷地特性を活かし、2層に広がる立体的なエントランスホールを設けた。またライブラリーマンションをコンセプトとし、計1,500冊以上の蔵書類を備える8つのライブラリーを整備したほか、「青山ブックセンター」と提携し、ブックコンサルタントサービスを提供している。
販売にあたっての住戸プランは様々な家族構成に対応する23の基準プランを採用。またSI構造も取り入れられ、ライフスタイルの変化に併せたリフォームやメンテナンスが容易に可能となっている。
敷地内には、桃園通りから中野マルイへと通り抜けられる「コミュニティパサージュ」やオブジェのある庭園「コミュニティガーデン」なども整備された。

## 所在地・アクセスなど
- 東京都中野区中野3丁目34-32
- JR中央線・総武線・東京メトロ東西線・中野駅(南口）より徒歩2分程度。中野通り沿い。東京メトロ丸ノ内線・新中野駅より徒歩11分